# Svampen, Örebro

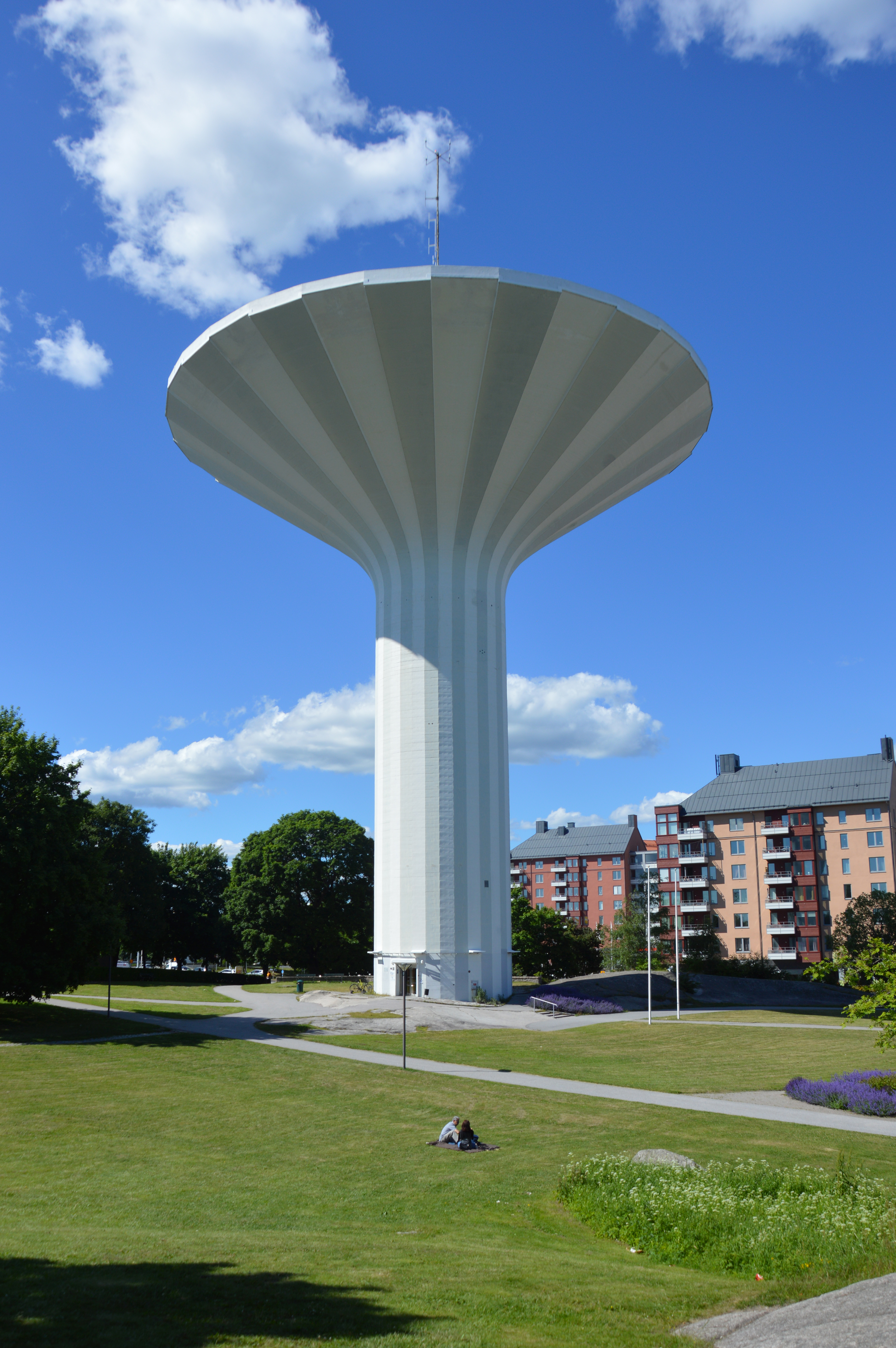
Vattentornet Svampen sett från söder

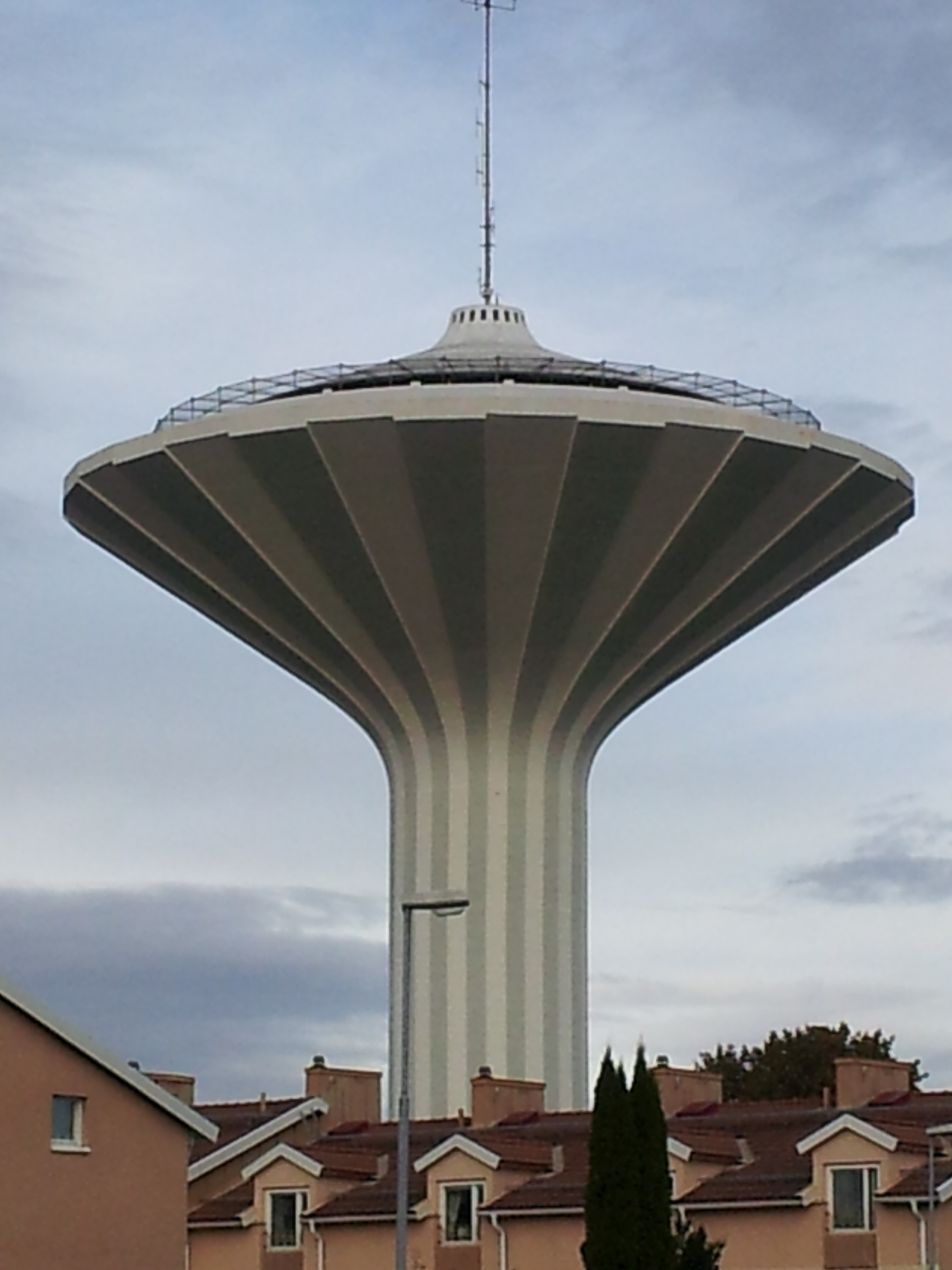
Nätburen, uppsatt 2012, utsides vy.

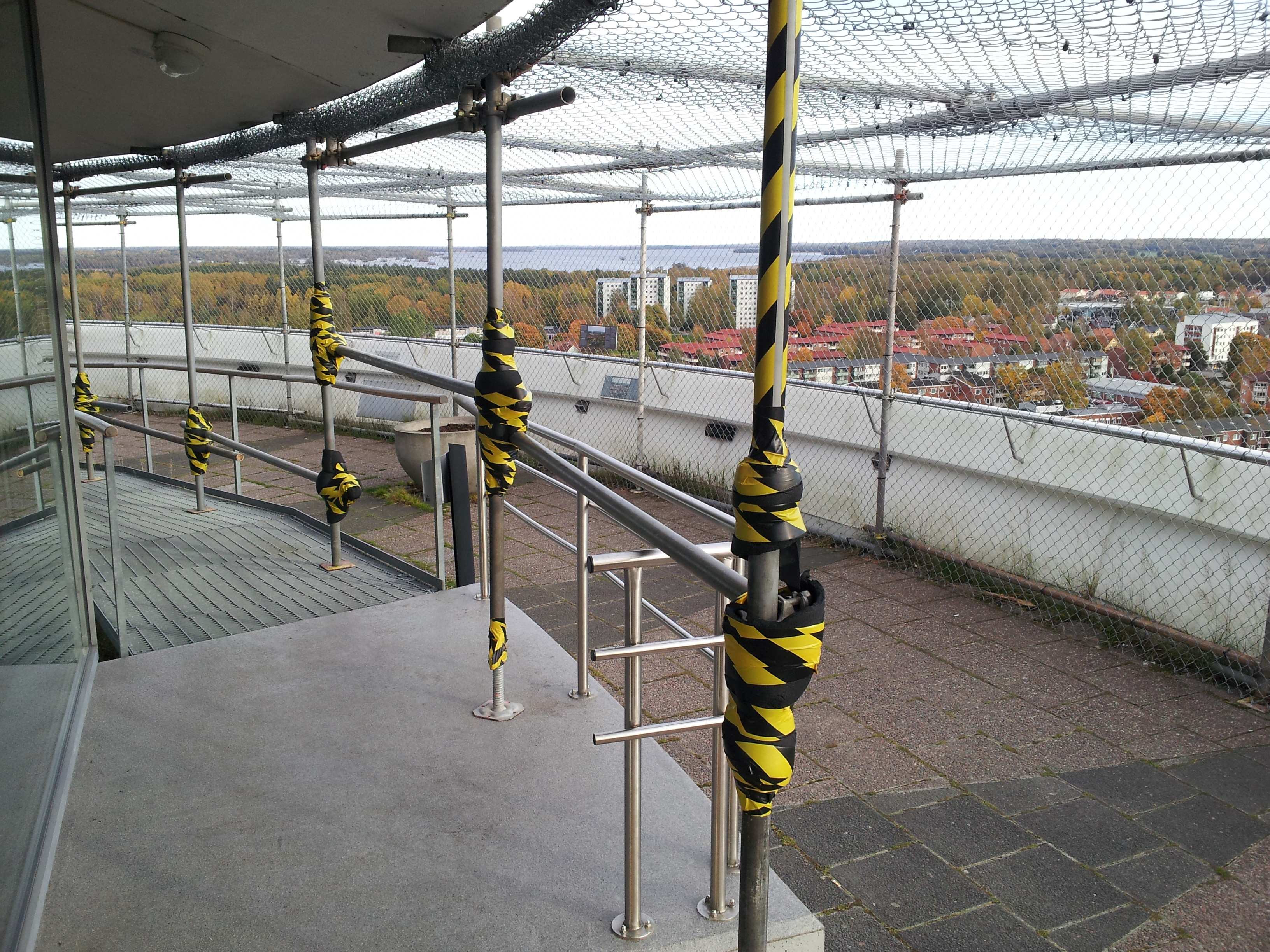
Nätburen, uppsatt 2012, insides vy.

Svampen är ett vattentorn i stadsdelen Norr i Örebro. Svampen ritades av arkitekterna Sune Lindström och Poul Kyhl vid AB Vattenbyggnadsbyrån (VBB) i Stockholm. Vattentornet är 58 meter högt och rymmer 9 miljoner liter vatten. Det invigdes i maj 1958 och ersatte då Södra vattentornet och Norra vattentornet. Uppe i tornet finns ett kafé- och konferensanläggning. Före nätburens tillkomst (se nedan) hade Svampen cirka 100 000 besökare per år.

## Historia

### Bygget av Svampen
Svampen byggdes under åren 1956–1958. Projektet var på sin tid mycket uppmärksammat. Grunden går ner 10 meter i urberget, och ytterligare 20 meter längre ner finns grundförstärkningar. Man började med att gjuta vattenreservoaren (”hatten”) i en träform på marken. Den väger 3 200 ton. Därefter hissades denna gradvis upp med 32 hydrauliska domkrafter (se bild nedan), varvid "foten" göts underifrån. Tillväxten skedde med en hastighet om 58 cm per dygn.
Vattenreservoaren är 45,5 meter i diameter, medan tornets nedre del vid markytan mäter 10,5 meter i diameter. Det finns två hissar upp till altanen. Det finns också en nödtrappa bestående av 300 trappsteg.

### Fram till 2000-talet
1971 byggdes en kopia av Svampen (men 33 procent större) i Saudiarabiens huvudstad Riyadh. Kopian byggdes enligt önskemål från den dåvarande prinsen Faisal bin Abdul Aziz.
Svampen byggnadsminnesförklarades 2005. På Världsdiabetesdagen den 14 november 2007 belystes Svampen med blått ljus som stöd för kampen mot folksjukdomen diabetes.
2008 utsågs Svampen av tidningen Betongs läsare  till ett av Sveriges sju underverk i betong. Året efter installerades på terrassens västra kant en modell av planeten Neptunus, en slutpunkt i den 2,5 km långa modellen Solsystemet i Örebroformat.

### Nätbur kring altanen
För att förhindra självmordshoppare från Svampens utsiktsaltan, lät Tekniska förvaltningen i Örebro kommun under våren 2012 klä in hela altanen med en nätbur. Detta ledde till att besökarantalet drastiskt minskade under sommaren 2012. Burens utseende kritiserades då den förändrade byggnadens formspråk. Länsstyrelsen i Örebro län medgav att nätburen fick finnas till och med längst 2013-06-30, varefter "den tillfälliga anordningen kommer att ersättas med en permanent lösning, som kommer att kunna ge en utformning som är lämpad med hänsyn till byggnadens karaktär."
Under sommaren 2013 togs taket på nätburen bort, därefter fanns endast ett nätstängsel runt altanen. Fyra arkitektfirmor lämnade in förslag till olika lösningar hur en mer permanent skyddsanordning kunde se ut. Örebro kommun angav våren 2014 som ny tid för när det nya skyddet skall vara på plats.
Under sommaren 2015 sattes arbetet igång med att ta bort nätstängsel och montera fast en typ av glasbur som permanent skyddsanordning.

### Senare år
2015 utfördes ett renoveringsarbete i betongen, medan en glasbur som skyddsanordning placerades vid Svampens altan.
Fem personer utförde 2021 basehopp från Svampen.

## Bilder från byggnationen

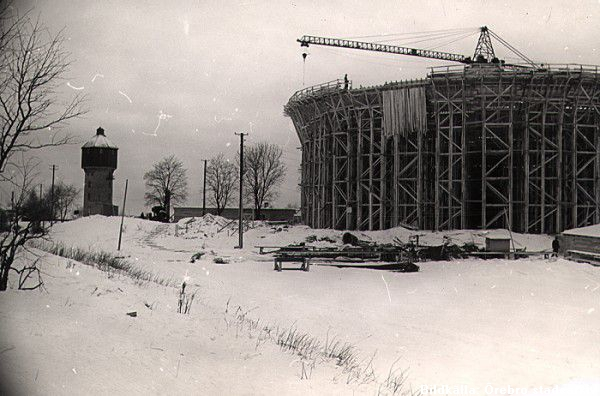
Hatten gjuts i september 1956. I bakgrunden syns ett vattentorn tillhörande Statens Järnvägar (SJ), uppfört ca. 1920.
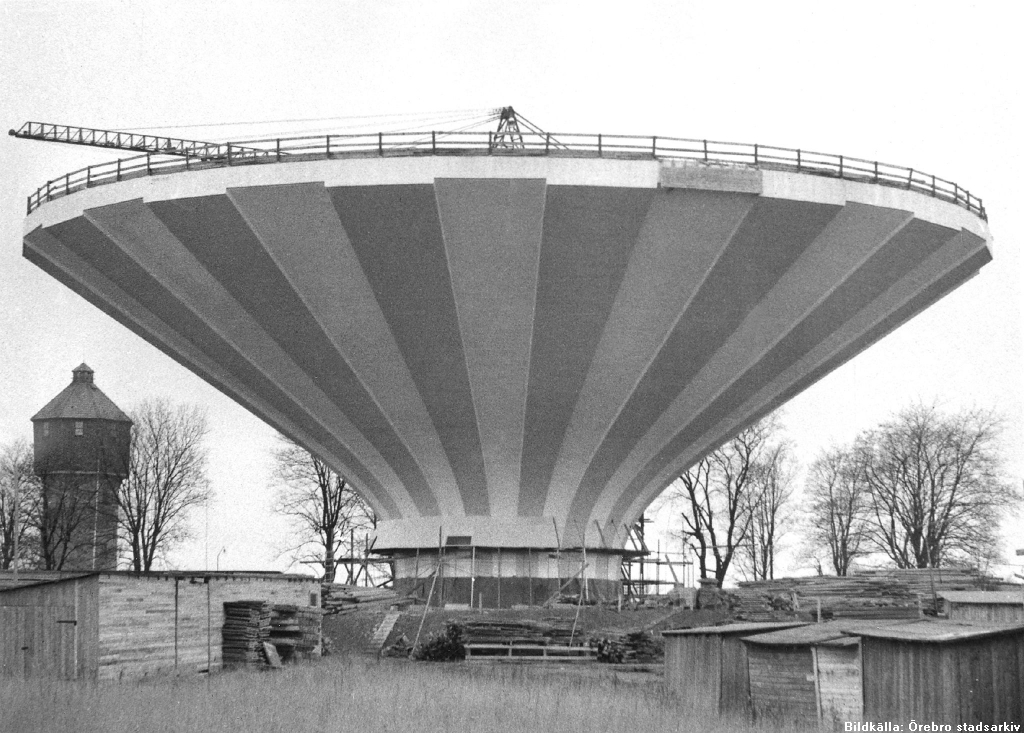
Det första lyftet av hatten gjordes den 19 oktober 1956.
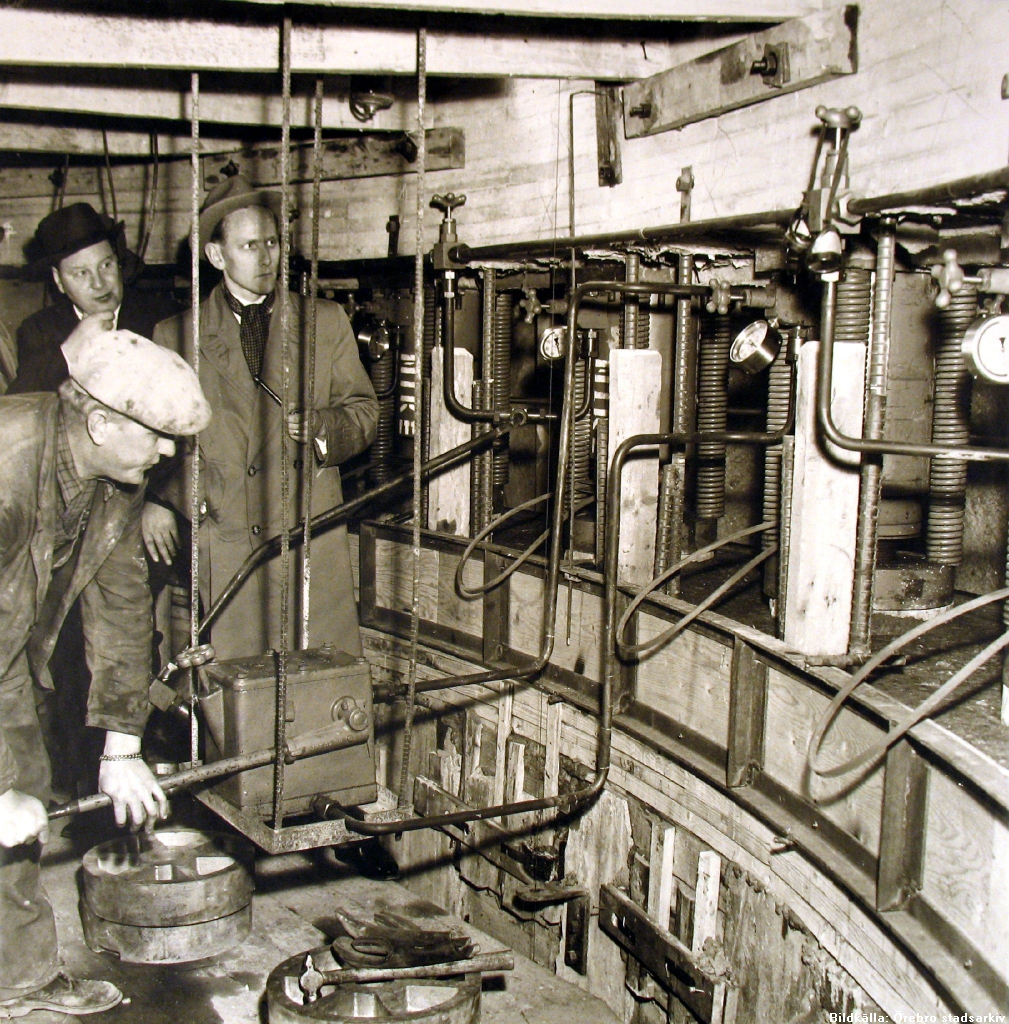
Domkrafter användes för att lyfta hatten. Interiör från "arbetskojan".
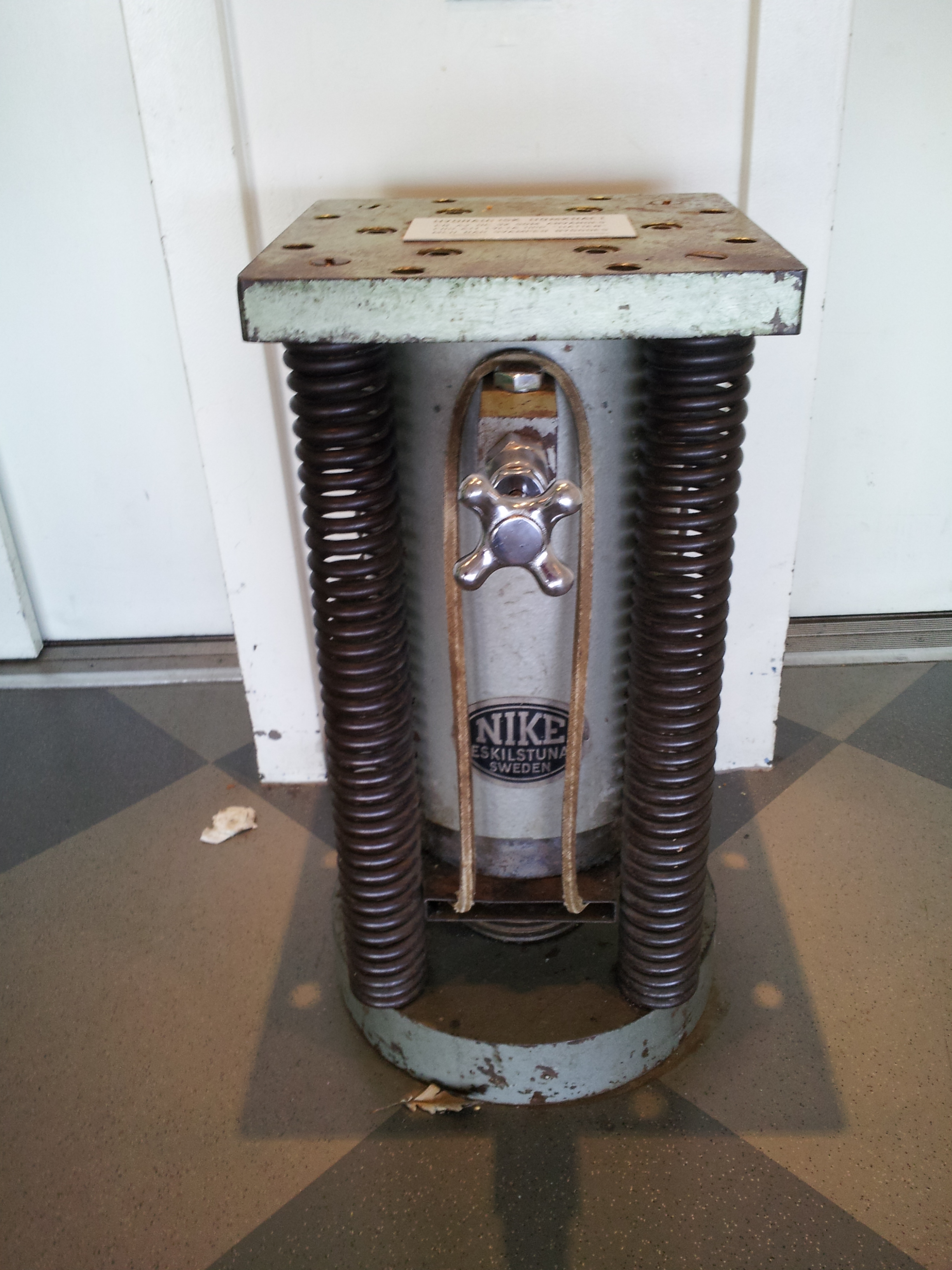
En av de 32 domkrafter som användes för att lyfta hatten.
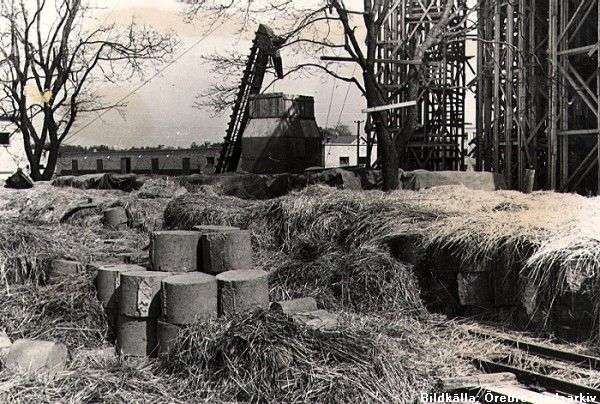
Bilden visar de "betongostar" som användes för att palla under domkrafterna vid gjutningen av tornet.
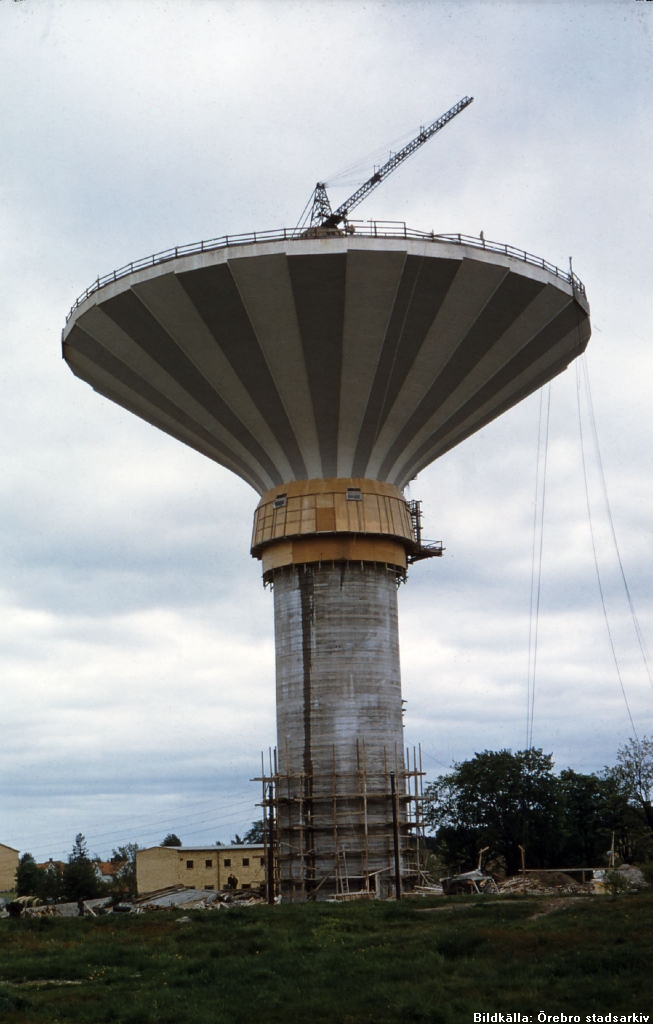
Hatten lyfts och tornet gjuts därunder, våren 1957. "Arbetskojan", där domkrafterna befinner sig, är innanför träkragen, strax nedom hatten.
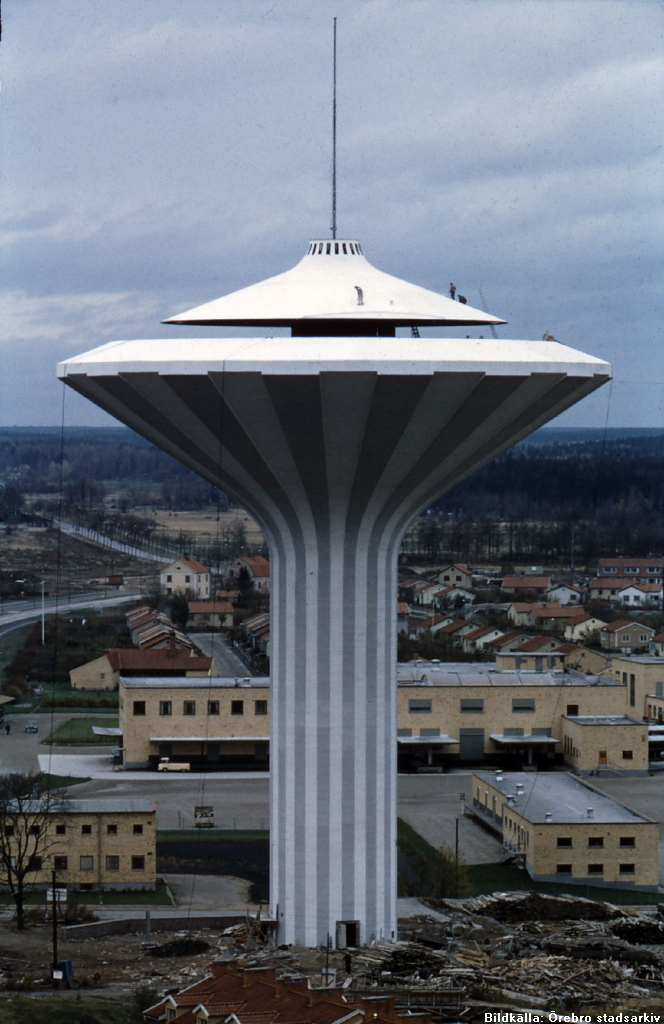
Bygget är nästan klart i oktober 1957.